# Alan Deyermond
Alan David Deyermond (el Caire, 24 de febrer de 1932 - Londres, 19 de setembre de 2009) fou un hispanista britànic, professor de literatura espanyola medieval.

## Biografia
Fill d'un oficial de l'exèrcit britànic establert al Caire, tornà a Anglaterra amb la seua família el 1936. Començà la seua educació secundària a Liverpool, i es traslladà al Victoria College (Jersey) quan la seua família s'hi mudà el 1946. El 1950 ingressà en el Pembroke College (Oxford) per a estudiar idiomes moderns, i un curs de nivell superior d'introducció a la literatura espanyola medieval li descobrí que es podien realitzar moltes investigacions fructíferes en aquest camp, que de llavors ençà esdevingué el tema central de les seues recerques.
Publicà el seu primer article el 1954. Des del 1955 fou professor ajudant al Westfield College de Londres, i obtingué el seu grau avançat el 1957. Aquest mateix any es casà amb Ann Bracken, llicenciada en història pel St Hugh's College d'Oxford; tingueren una filla: Ruth. Es va convertir en professor titular el 1969, i del 1986 al 1989 fou sotsdirector de Westfield. Del 1978 al 1980 ocupà una càtedra conjunta, dividida entre Westfield i la Universitat de Princeton, i quan Westfield es fusionà el 1992 amb el Queen Mary College, es traslladà a la seu de Mile End. Fou també professor visitant en diverses universitats: la de Wisconsin (1972), la de Califòrnia a Los Angeles (1977), la del Nord d'Arizona (1986), la Johns Hopkins (1987), la Universitat Nacional Autònoma de Mèxic (1992), la Universidade da Coruña (1996), la d'Irvine (professor visitant distingit, 1998) i el Consell Superior d'Investigacions Científiques (2002-04).
El 1967 fundà el Medieval Hispanic Research Seminar, i el 1995 la col·lecció de monografies «Papers of the Medieval Hispanic Research Seminar», on es publicaven treballs sobre les literatures hispàniques medievals massa llargs per a una revista, però que no abastaven les dimensions d'un llibre. També tingué a veure amb altres iniciatives editorials, com ara el naixement de Tamesis Books i el de la sèrie «Research Bibliographies & Checklists». Va pertànyer a la British Academy des del 1988. El 2009 fou elegit corresponent de la Reial Acadèmia Espanyola, i fou investit doctor honoris causa per la Universitat de València i per la d'Oxford, i doctor honorari d'«humane letters» en la Universitat de Georgetown. Fou president de la International Courtly Literature Society (1983-1989), i de l'Associació Internacional d'Hispanistes (1992-1995), membre de la Society of Antiquaries (1987) i de la London Medieval Society (1970-1974), soci d'honor de l'Asociación Hispánica de Literatura Medieval (des del 1985), membre de la Hispanic Society of America (1985), membre corresponent de la Medieval Academy of America (1979) i de la Reial Acadèmia de Bones Lletres de Barcelona. Formà part del comité científic d'una dotzena llarga de revistes internacionals tan prestigioses com ara Bulletin of Hispanic Sudies, Bulletin Hispanique, Medievalia, Romance Philology, Revista de Filología Española, etc. A la seua mort, el 2009, en la seua necrològica era citat com el primer erudit de parla anglesa de la literatura hispànica medieval, havent escrit o editat quaranta llibres i prop de dos-cents articles que recorren quatre segles de literatura hispànica medieval. S'esmentava també, per altra banda, que fou vegetarià des dels cinquanta anys, defensor des de sempre del benestar animal i del tracte humà, actiu partidari dels drets de les dones i de la llibertat acadèmica feminista, militant del Partit Liberal als anys cinquanta i seixanta, quan va participar en el Radical Reform Group, i durant tota la seua vida membre actiu de l'Església anglicana.

## Llibres publicats (selecció)
- The Petrarchan Sources of La Celestina. Oxford: Oxford University Press, 1961; amb un prefaci nou i bibliografia suplementària, Greenwood, 1975. ISBN 0837167248
- Epic Poetry and the Clergy: Studies on the Mocedades de Rodrigo. Tamesis Books, 1968.
- A Literary History of Spain: The Middle Ages. Barnes & Noble, 1971.
- Historia de la literatura española: La edad media. Ariel, 1973.
- Lazarillo de Tormes: A Critical Guide. Grant and Cutler, 1975.
- The Lost Literature of Medieval Spain: Notes for a Tentative Catalogue. Medieval Research Seminar, Department of Spanish, Westfield College, 1977.
- «Mio Cid» Studies. Tamesis Books, 1977.
- Golden Age Spanish Literature: Studies in Honour of John Varey by His Colleagues and Pupils (ed. en col·laboració amb Charles Davis). Westfield College, 1991.
- Tradiciones y puntos de vista en la ficción sentimental. UNAM, 1993.
- Letters and Society in Fifteenth-century Spain: Studies Presented to P.E. Russell on His Eightieth Birthday (ed. en col·laboració amb Jeremy Lawrance). Dolphin Book Co., 1993.
- Historia de la literatura espanola: la edad media. «Letras e ideas», Ariel, 1995.
- La literatura perdida de la Edad Media castellana: catálogo y estudio, I: Épica y romances, Universitat de Salamanca.
- Historical Literature in Medieval Iberia. Department of Hispanic Studies, Queen Mary and Westfield College, 1996.
- Point of View in the Ballad: The Prisoner, The Lady and the Shepherd and Others. Department of Hispanic Studies, Queen Mary and Westfield College, 1996.
- Mio Cid Studies: 'some Problems of Diplomatic' Fifty Years on (amb David Graham Pattison, Eric Southworth i Peter Edward Russell). Dept. of Hispanic Studies, Queen Mary, University of London, 2002.
- The Textual History and Authorship of Celestina (amb Keith Whinnom i Jeremy Lawrance). Department of Hispanic Studies, Queen Mary, University of London, 2007.
- A Century of British Medieval Studies. «British Academy Centenary Monographs», 2007.
- Poesía de cancionero del siglo XV. (Volum d'homenatge a Alan Deyermond, a cura de R. Beltrán, J. L. Canet i M. Haro, que recull una selecció dels seus estudis sobre poesia medieval hispànica, entre els quals «Religión y retórica amatoria en "Dança e scondit" de Jordi de Sant Jordi», «De "gran nau" a "aspra costa": imaginería, semántica y argumentos en el poema 2 de Ausiàs March», «Ausiàs March en inglés» i «Las imágenes del bestiario en la poesía de Joan Roís de Corella»). Universitat de València, 2007.